# Chrášťany (ort i Tjeckien, Södra Böhmen)
Chrášťany är en ort i Tjeckien.   Den ligger i regionen Södra Böhmen, i den centrala delen av landet, 90 km söder om huvudstaden Prag. Chrášťany ligger 457 meter över havet och antalet invånare är 710.
Terrängen runt Chrášťany är huvudsakligen platt, men åt sydväst är den kuperad. Runt Chrášťany är det ganska tätbefolkat, med 192 invånare per kvadratkilometer. Närmaste större samhälle är Písek, 17,4 km väster om Chrášťany. I omgivningarna runt Chrášťany växer i huvudsak blandskog.